# Kirchstraße (Thomm)

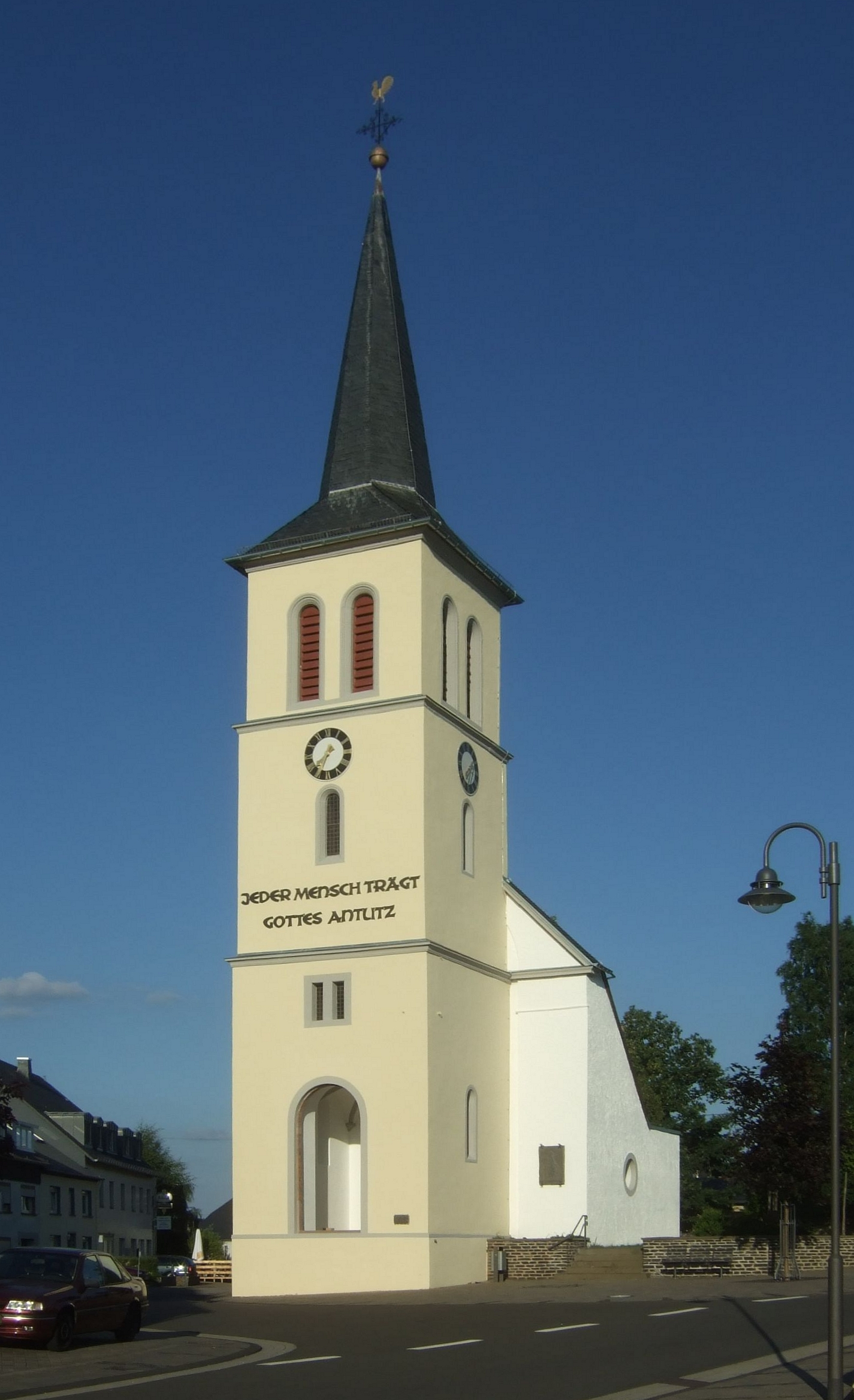
Kirchturm der alten Kirche und Blick in die Kirchstraße

Die Kirchstraße ist eine Innerortsstraße in Thomm im Landkreis Trier-Saarburg, Rheinland-Pfalz.
Sie führt von der Ortsmitte zum Unterdorf und ist eine der ältesten Straßen im Hunsrückort Thomm.
Angrenzende Straßen sind die Trierer Straße und die Kapellenstraße,
die Teil der Kreisstraße 82 sind.
Querstraßen sind die Feldstraße, der Fahrtweg, die Richtgasse und die Feller Straße.
In östlicher Richtung geht die Kirchstraße über in den Mühlweg, der zur ehemaligen Thommer Mühle am Thommerbach führte.
Im Zweiten Weltkrieg wurde die Kirchstraße in Thomm von den Amerikanern nahezu komplett zerstört.
An der Kirchstraße befindet sich die alte Thommer Kirche,
die in der Denkmalliste des Landes Rheinland-Pfalz geführt wird und
von der nur noch der Glockenturm und ein Mauergrundriss erhalten sind sowie der alte Kirchhof.
Dort wurde in neuerer Zeit ein Bouleplatz gebaut.
Daneben befindet sich der neue Dorfplatz mit Brunnen und Bushaltestelle.
In der Kirchstraße liegt das Gasthaus Zur Post mit Viezkelterei und Brennerei.
Die Gebäude in der Kirchstraße sind meist Trierer Häuser bzw. Trierer Zeilen.
Der Schiefer-Wackenweg kreuzt den westlichen Teil der Kirchstraße.